# Pu-put!
Pu-put! fou un segell discogràfic català de la discogràfica espanyola Zafiro. El seu logotip era el dibuix d'un puput amb barretina dissenyat per n'Enric Satué.

## Discografia[2]
- Guillermina Motta - "Vota, Motta!", LP/Cassette (1977)
- Òscar Mas - "Arran d'Alba", LP/Cassette (1977)
- Mary Santpere - "Cançons del meu pare", LP (1977)[3]
- Alfons Roure i Josep Maria Torrens - "La Reina ha Relliscat - Vodevil sonor d'Alfons Roure i Josep Maria Torrens", LP (1977)
- Aplec - "Aplec", LP/Cassette (1978)
- Traginada - "Menorca", LP/Casstte (1978)[4]
- Port-Bo - "Allà en l'Habana", LP/Cassette (1978)
- Núria Feliu - "Viure a Barcelona", LP/Cassette (1978)
- Alimara - "Cançons i Danses del País Valencià", LP (1978)
- Carles Barranco - "Miralls", LP/Cassette (1978)
- Vàris - "Ep! El Món Parla: Escoltem-lo", LP/Cassette (1978)
- Celdoni Fonoll - "He heretat l'esperança", LP (1978)
- UC - "Una ala sobre el mar", LP (1978)
- Xesco Boix - "5 Formigues Fan + Que 4 Elefants (Cançons I Contes Per A la Mainada Que No Es Vol Deixar Prendre El Pèl)", LP (1978)
- Guillermina Motta - "Quan som al llit, no em parlis del partit", SG (1978)
- Carles Barranco - "Cançons d'amori i de noces", SG (1978)
- Ivori - "The Plumcake's Song / The Boatman", SG (1978)
- Remigi Palmero i Bon Matí - "Humitat relativa", LP/Cassette (1979)
- Mary Santpere - "Presenta: La comèdia musical catalana", LP (1979)
- Cobla Els Montgrins - "Sardanes", LP (1979)
- Traginada - "Pels camins de Menorca", LP/Cassette (1979)[4]
- Alimara - "Cançons del pla i de la muntanya", LP/Cassette (1980)
- Traginada - "Cançons de Menorca", LP/Cassette (1980)[4]
- Maria Aurèlia Capmany - "Dones, Flors I Violes (La Dona En La Cançó Catalana)", LP/Cassette (1980)
- Enric Hernàez - "Carme/T'he sorprés a mitja veu", SG (1980)
- Núria Feliu - "Cançó de mariner", SG (1981)
- Núria Feliu - "I les gavines seràn de paper de xarol", LP (1981)
- Alimara - "Al aire de la terra", LP (1981)